# ۱۶۳۵ (میلادی)
۱۶۳۵ (میلادی) هزار و ششصد و سی و پنجمین سال تقویم میلادی است.

## مناسبت‌ها
- دوک فردینالند توسکانی، که به علوم علاقه‌مند بود دماسنجی ساخت که در آن از الکل استفاده کرد.
- پایه‌گذاری برای تأسیس فرهنگستان فرانسه در زمان حکومت لویی سیزدهم.

## رویدادها
- نوشته شدن نخستین دستور زبان فارسی به فرانسوی
- تأسیس انجمن مستقل یهودیان آلمانی
- در ۱۰ فبریه آکادمی فرانسه در پاریس توسط کاردینال ریشلو تأسیس شد.
- ۲۲ اکتبر حرکت هیئت تجارتی هلشتاین به فرمان فردریک سوم به سمت مقر تزار روسیه در مسکو و دربار پادشاه صفوی به اصفهان.
- اندازه‌گیری سرعت صوت توسط گاساندی دانشمندی فرانسوی.

### جنگ
- در ۱۹ می همین سال فرانسه جنگی را علیه اسپانیا آغار کرد.
- روز ۱۵ سپتامبر پیر بولن دو سنامبوک دریانورد فرانسوی پا به جزیره مارتینیک گذاشت واین جزیره را به نام لویی سیزدهم پادشاه فرانسه تصاحب کرد.
- تصرف ایروان به دست پدشاه عثمانی در ۲۲ اوت همین سال

## زادگان
- رابرت هوک فیزیک‌دان انگلیسی در ۱۸ ژوئیه این سال به دنیا آمد. میکرو گرافی عنوان مهترین اثر اوست.
- ۶ مه – یوهان یوآکیم بکر، شیمی‌دان آلمانی (د. ۱۶۸۲)
- ۱۸ ژوئیه – رابرت هوک، معمار و ستاره‌شناس بریتانیایی (د. ۱۷۰۳)

## درگذشتگان
- لوپ دووگا شاعر و نمایشنامه‌نویس معروف اسپانیایی در قرون شانزدهم و هفدهم میلادی، بعد از ۷۳ سال زندگی در ۲۷ اوت همین سال در مادرید بدرود حیات گفت.
- ساموئل شامپلن جهانگرد و مکتشف نامدار فرانسوی که اراضی وسیعی را در قاره آمریکا برای دولت فرانسه تصرف کرده بود، بعد از ۶۵ سال زندگی، چشم از جهان فروبست.
- ۲۵ دسامبر – ساموئل دو شامپلن، کاوش‌گر، نقشه‌کش، طراح، دیپلمات، دریانورد، وقایع‌نویس، نژاد شناس و گیتانگار فرانسوی، پدر فرانسه نو و بنیان‌گذار شهر کبک